# Edmund Rosner
Edmund Rosner (ur. 12 maja 1930 w Bielsku-Białej, zm. 17 maja 1998) – prof. dr hab., polonista, germanista, historyk literatury, od 1972 związany z Filią Uniwersytetu Śląskiego w Cieszynie, wieloletni pracownik Zakładu Animacji Społeczno-Kulturalnej, były dyrektor Instytutu Nauk Społecznych i Nauk o Kulturze.
Był znawcą Śląska i dydaktykiem literatury – zajmował się przede wszystkim dziejami piśmiennictwa na Śląsku Cieszyńskim oraz związkami literatów z tym regionem (praca doktorska z 1975 Wiedza o regionie na lekcjach języka polskiego w szkołach średnich). Wykazywał również zainteresowanie literaturą austriacką i polsko-austriackimi związkami literackimi (rozprawa habilitacyjna: Między erosem a caritas… Życie i twórczość Almy Johanny Koenig [1887-1942?]). Był autorem szeregu publikacji, w tym książek oraz wielu artykułów w wydawnictwach i periodykach polskich, austriackich i niemieckich.
Był wielokrotnie nagradzany za działalność naukową, dydaktyczną i organizacyjną (nagrody Rektora Uniwersytetu Śląskiego, Ministra Nauki i Szkolnictwa Wyższego), nagradzano także jego zaangażowanie na rzecz życia społeczno-kulturalnego regionu (nagroda Wojewody Bielskiego, Nagroda im. Karola Miarki (1985), Laur Imienia Marii Konopnickiej). Był również odznaczony Krzyżem Kawalerskim Orderu Odrodzenia Polski.
Publikacje książkowe:
- Marii Konopnickiej związki z Beskidami (Bielsko-Biała 1979);
- Beskidzkie ścieżki pisarzy. Szkice literackie (Katowice 1982);
- Cieszyńskie okruchy literackie (Cieszyn 1983);
- Bolesław Prus w Beskidach (Bielsko-Biała 1985);
- Między erosem a caritas (Katowice 1987);
- Literatura polska w Austrii 1945-1990 (Katowice – Kielce 1992);
- Wokół Zofii Kossak (Cieszyn 1995);
- Literatura polska z czeskiego Śląska (Cieszyn 1995);
- Konopnicka w Beskidzie (Cieszyn 1996);
- Znad Wisły i Dunaju. Szkice o polsko-austriackich powiązaniach literackich (Cieszyn 1998).